# Château de Scerpena
Le château de Scerpena (en italien ; Castello di Scerpena) est un château situé dans la commune de Manciano, (province de Grosseto), en Toscane,.
Il est juste à l'ouest de la ferme de Campigliola, d'où on peut y accéder par un chemin de terre qui pénètre dans la campagne. Le château est situé dans une zone vallonnée, entre les collines de l'Albegna et de la Fiora, au pied du mont Amiata. La zone présente une végétation dense et très particulière, caractérisée par une présence massive de châtaigniers et de chênes-lièges.

## Histoire
Au XIIe siècle, la domination de la famille Aldobrandeschi fut établie dans la région, consolidant un système d'imposantes structures défensives encore visibles aujourd'hui, les forteresses aldobrandesques. Parmi les plus importants on trouve la Rocca di Montauto, mais aussi : le château de Scerpena, le château de Scarceta, le fort de Macchiatonda, la ferme de Campigliola, la ferme de Marsiliana, le château de Stachilagi, la tour Crognola et la tour de Buranaccio. 
Le château a été construit après l'an mille et appartenait à l'abbaye Tre Fontane à Rome au moins à partir du XIIIe siècle avant de devenir le domaine des Aldobrandeschi. Peu avant le milieu du XIVe siècle, elle passa sous le contrôle de la république de Sienne et fut ensuite confiée à la famille Baschi, une famille médiévale influente qui, entre 1200 et 1300, possédait plus de 60 résidences et châteaux dans les régions de l'Ombrie, de la Toscane et des Marches. En raison de sa position militairement stratégique, le château de Scerpena fut longtemps disputé par les Basques avec la Maison Orsini de Pitigliano. Le château resta ensuite sous la république de Sienne jusqu'au milieu du XVIe siècle lorsqu'il entra dans le grand-duché de Toscane. 
Le domaine, qui a été rénové à plusieurs reprises, possède des murs en pierre ; la façade principale est précédée d'un jardin d'où un petit escalier mène au portail d'entrée. Actuellement, le château présente un mélange de meubles et de pièces d'origine, soigneusement restaurés, et de divers objets et meubles modernes.

## Description
La ferme de Marsiliana ressemble à un vaste complexe qui se développe autour de la tour médiévale carrée, avec des murs en pierre et un créneau au sommet.
Le manoir s'étend sur plusieurs niveaux, avec des fenêtres quadrangulaires et des murs plâtrés ; la petite église qui servait autrefois de chapelle noble est très caractéristique.
À l'extrémité opposée du complexe se trouvent une série de bâtiments aux structures de murs en pierre qui constituaient le petit village autour du château d'origine, devenus plus tard des bâtiments à usage agricole pour la ferme. Actuellement, ils sont utilisés comme résidences.